# Bataille de Gazala
Seconde Guerre mondiale
Guerre du désert
Batailles
Guerre du Désert
- Invasion de l'Égypte
- Compass (Fort Capuzzo
- Nibeiwa
- Sidi Barrani
- Bardia
- Tobrouk (1941)
- Mechili
- Beda Fomm)
- Koufra
- Siège de Giarabub
- Sonnenblume
- El Agheila (1941)
- Siège de Tobrouk (Raid sur Bardia
- Raid Twin Pimples)
- Skorpion
- Brevity
- Battleaxe
- Crusader (Flipper
- Bir el Gubi (novembre 1941)
- Point 175
- Bir el Gubi (décembre 1941))
- Fort Lamy
- Gazala (Bir Hakeim
- Tobrouk (1942))
- Mersa Matruh
- El Alamein (juillet 1942) (Raid sur l'aérodrome de Sidi Haneish)
- Alam el Halfa
- Agreement (Caravan)
- Bertram
- Braganza
- El Alamein (octobre 1942) (Avant-poste Snipe)
- El Agheila (1942)

Débarquement allié en Afrique du Nord
- Blackstone
- Casablanca
- Reservist
- Terminal
- Port Lyautey
- Brushwood

Campagne de Tunisie
- Course pour Tunis
- Ligne Mareth
- Sidi Bouzid
- Kasserine
- Sejnane
- Ochsenkopf
- Capri
- Ksar Ghilane
- Pugilist
- El Guettar
- Wadi Akarit
- Longstop Hill
- Hill 609
- Vulcan
- Flax
- Retribution
- Strike

La bataille de Gazala est une importante bataille de la guerre du désert lors de la Seconde Guerre mondiale. Elle a lieu à Gazala, près de Tobrouk, en Libye, du 26 mai au 21 juin 1942.
Les combattants du côté de l'Axe sont la Panzerarmee Afrika composée d'unités allemandes et italiennes et commandée par Erwin Rommel, et du côté des Alliés, la 8e armée britannique commandée par Neil Ritchie sous la supervision de Claude Auchinleck.
La bataille se solde par une victoire retentissante de l'Axe, mais avec beaucoup de pertes en forces blindées. Dépourvu de celles-ci dans des batailles ultérieures, Rommel sera incapable de combattre de manière décisive la 8e armée et de s'emparer du canal de Suez.
Il s'agit de la dernière importante victoire de l'Axe sur le théâtre nord-africain avant de subir des revers décisifs lors des deux batailles d'El Alamein, considérées comme un tournant de la Seconde Guerre mondiale au profit des Alliés avec celles de Midway et de Guadalcanal sur le front asiatique, et de Stalingrad sur le front est-européen.

## Contexte historique

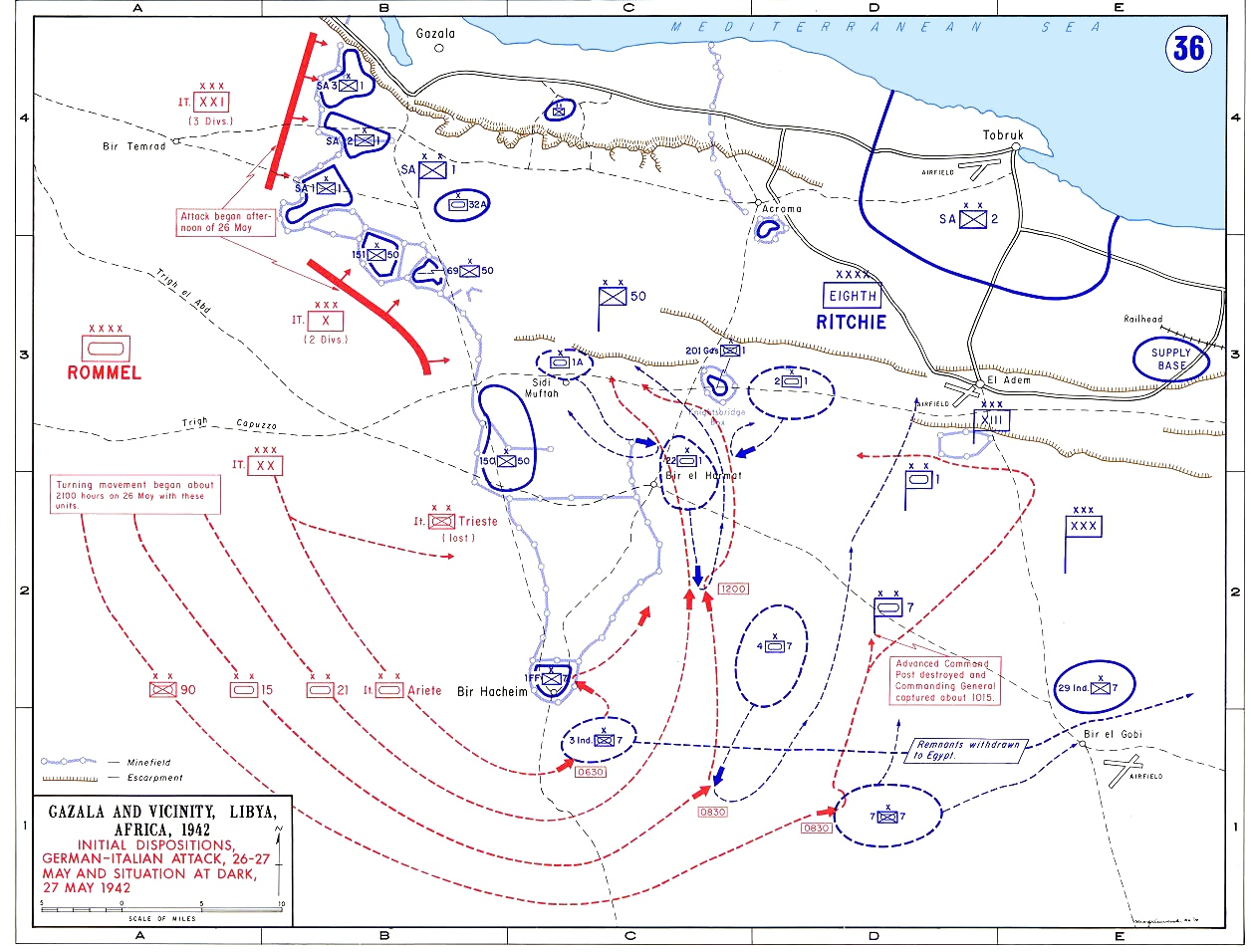
L'offensive de Rommel au 27 mai 1942 et la retraite britannique, 13-14 juin 1942.

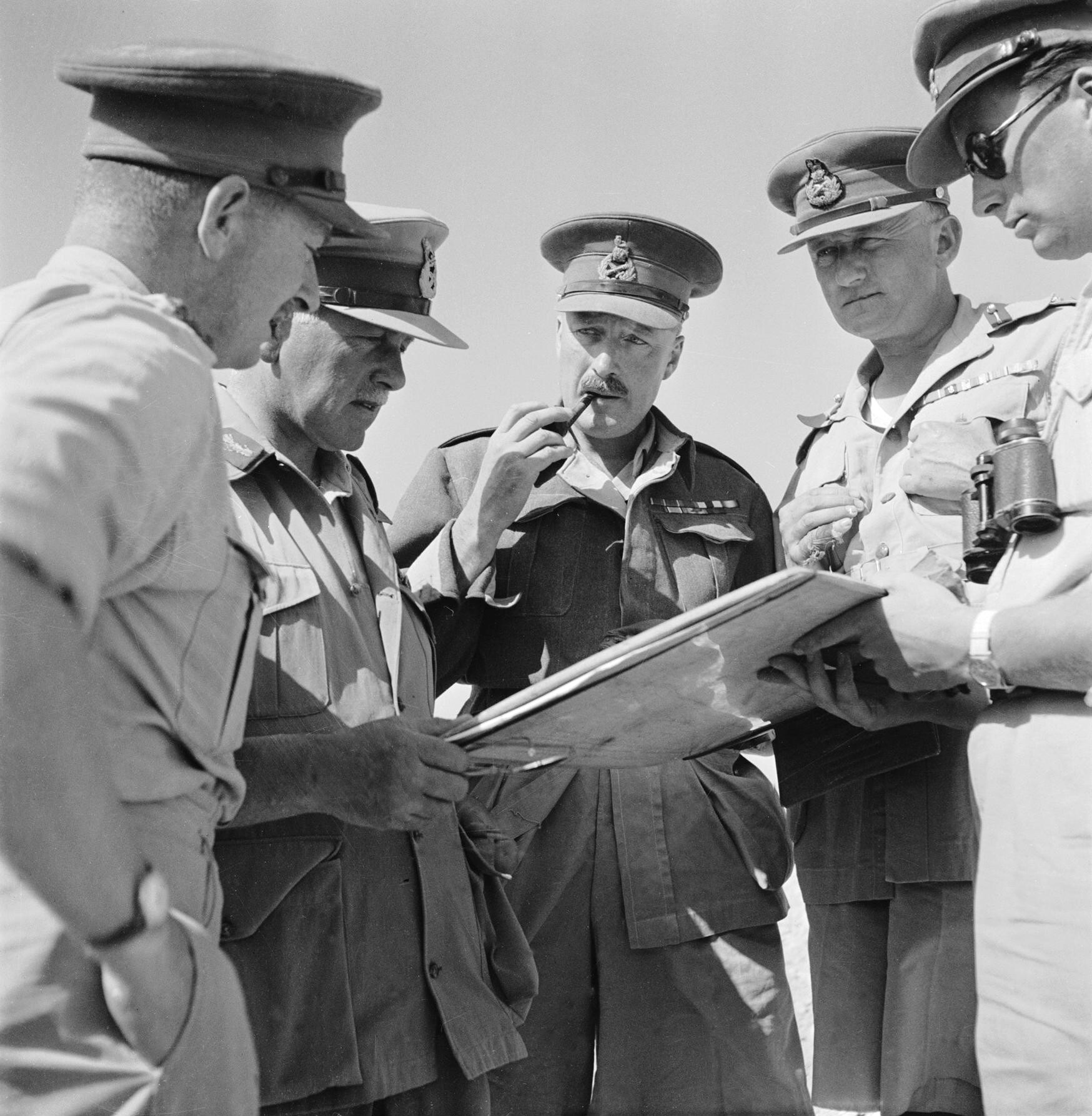
Le général britannique Neil Ritchie et son état-major durant la bataille, le 31 mai 1942.

Après le succès de l'opération Crusader fin 1941, la 8e armée britannique parvient à repousser les forces de l'Axe dans le sud-ouest de la Cyrénaïque. Rommel se retire sur de solides positions défensives qu'il avait préparé à El Agheila. Cependant, la progression alliée est coupée de ses lignes de ravitaillement et le commandement britannique doit envoyer des soldats du génie en première ligne pour construire des lignes de communications et des dépôts de ravitaillement afin de permettre une poussée plus à l'ouest. 
Pendant ce temps, Rommel reçoit des renforts en hommes et en blindés et envoie le 21 janvier 1942 trois fortes colonnes blindées en reconnaissance tactique. Cette reconnaissance se transforme rapidement en une offensive et Benghazi tombe aux mains des forces de l'Axe le 28 janvier. Elle se presse par la suite en direction du port fortifié de Tobrouk, sur la côte méditerranéenne.
La 8e armée parvient à contenir l'offensive allemande le 4 février. Le front est alors stabilisé, allant de Gazala (48 km à l'ouest de Tobrouk) à l'ancienne forteresse turque de Bir Hakeim (80 km au sud de Tobrouk). De février à mai 1942, Rommel effectue un plan d'offensive pour capturer Gazala. 
Le 26 mai 1942, l'offensive est lancée contre les positions britanniques simultanément avec l'attaque de Bir Hakeim contre les Forces françaises libres.

## Ordre de bataille
Côté britannique, la 8e armée du général Neil Ritchie comprend les 30e et 13e corps. Le 30e se compose des 1re et 7e DB, fortes de 571 chars. Le 13e est constitué par les 50e DI du Northumberland, 1re et 2e DI sud-africaines; les 1re et 32e brigades blindées, fortes de 270 chars. En réserve, il y a la 50e Di et le 10e groupe de brigades indiennes. La position de Gazala est donc tenue par 100 000 soldats, soutenue par 849 chars et une très forte artillerie. Mais il y a seulement 320 avions dont 200 utilisables immédiatement.
De leur côté, les forces de l'Axe peuvent compter sur des renforts frais arrivés de Tripoli en février et la capture des dépôts de Benghazi qui leur assurent une logistique viable. Courant mai, Erwin Rommel peut compter sur 560 chars. Mais les 228 chars des divisions italiennes Ariete et Trieste sont de qualités médiocres  . Les trois divisions allemandes comptent 22 400 hommes et constituent le fer de lance des forces de l'Axe. Les trois corps italiens comptent plus de 40 000 soldats. Les forces aériennes de l'Axe sont quant à elles au beau fixe avec en mai 700 avions dont 500 disponibles immédiatement.

## Déroulement de la bataille
L'offensive (du nom de code « opération Venezia ») combine l'emploi massif de forces blindées et d'infanterie par l'Axe. Les forces italiennes attaquent par le nord de la ligne Gazala alors que la Deutsches Afrikakorps de Rommel tente de la déborder par le sud, prenant ainsi les Alliés en étau. Cette ligne défensive est le principal obstacle de l'offensive (étant constituée de champs de mines, de barbelés et d'artillerie antichar, ce qui décimera une grande partie des chars germano-italiens).
Alors que les Allemands progressent dans la ville, le 14 juin, les forces alliées battent en retraite et se retirent de Gazala. Elle sera totalement occupée le 21 juin 1942 par les forces de l'Axe.
Les pertes alliées sont importantes lors de la bataille, étant de 35 000 capturés, 15 000 tués ou blessés et 1 188 chars mis hors de combat. Les pertes humaines de l'Axe restent relativement modestes, étant d'environ 5 000 tués mais les pertes matérielles sont toutefois lourdes : 400 chars sont détruits ou endommagés.

## Conséquences
À la suite de leur défaite lors de cette bataille, les Alliés se replient sur une ligne défensive, entre El Alamein, au bord de la mer, et la dépression de Qattara dans le désert. Ils souhaitent ainsi protéger Alexandrie, Le Caire et le canal de Suez. 
L'offensive de l'Afrika Korps, lancée le 1er juillet, ne permet pas à Rommel de percer les lignes britanniques. Il s'ensuivit une série de contre-attaques, de part et d'autre, pendant tout le mois de juillet, qui ne procurent pas d'avantage décisif aux belligérants, avant que le rapport de force ne revienne aux Britanniques.